# Hispano-Suiza 12–15 HP

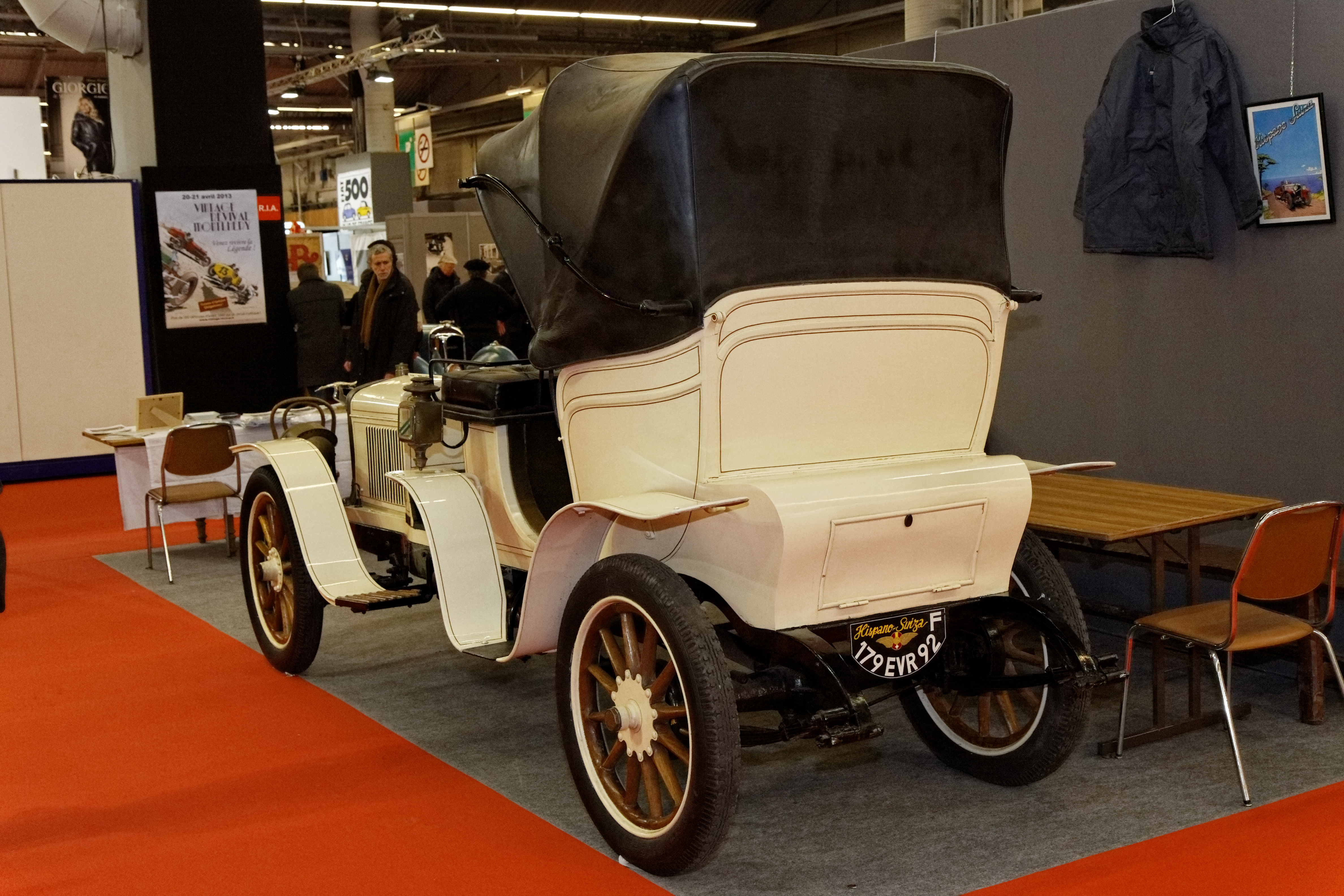
Heckansicht

Der Hispano-Suiza 12–15 HP ist ein Pkw-Modell. Zunächst stellte La Hispano-Suiza die Fahrzeuge im Hauptwerk im spanischen Barcelona her. Ab 1911 wurden sie im Zweigwerk Société Française Hispano-Suiza im französischen Levallois-Perret montiert.

## Beschreibung
Das Fahrzeug erschien 1908 als Nachfolger des Hispano-Suiza 14 HP. Der wassergekühlte Vierzylindermotor hatte eine ähnliche Größe wie der des Vorgängers. 80 mm Bohrung und 110 mm Hub ergaben 2212 cm³ Hubraum. Der Motor leistete 18 bis 20 PS. Er war vorn im Fahrgestell eingebaut und trieb über eine Kardanwelle und ein Dreiganggetriebe die Hinterachse an.
Im Vereinigten Königreich wurde das Fahrzeug auch 12 HP und 12/20 HP genannt und war mit 15,9 RAC Horsepower eingestuft.
Der Radstand betrug anfangs 266 cm. Ab 1910 stand zusätzlich eine längere Version mit 276 cm Radstand zur Verfügung. Ab 1912 kam das Fahrgestell des größeren Hispano-Suiza 15–20 HP mit wahlweise 275 cm oder 290 cm Radstand zum Einsatz. Die Spurweite betrug einheitlich 126 cm. Das Fahrgestell wog 500 kg. Bekannt sind Aufbauten als Doppelphaeton, Torpedo, Phaeton, Landaulet und Kastenwagen.
1914 endete die Produktion. Nachfolger wurde der Hispano-Suiza Tipo 24.
Das erste Fahrzeug dieses Modells trug die Seriennummer 247. Es ist im Automobil-Veteranen-Salon von Jürgen Viktor Mayr in Gundelfingen an der Donau erhalten geblieben.
Artcurial versteigerte 2013 einen Doppelphaeton von 1908 für 57.185 Euro.

## Produktionszahlen
1908 entstanden 25 Fahrzeuge in Spanien. Im Folgejahr waren es 60 und 1910 noch 24. Insgesamt sind das 109 Fahrzeuge aus spanischer Produktion. Aus der Zeit danach ist laut einer Quelle nur bekannt, dass 1911 zwei Serien à 25 Fahrzeuge gefertigt wurden.
Eine andere Quelle bestätigt 109 aus Spanien und gibt 154 für Frankreich an.